# سائب خاثر
سائب خاثر (درگذشته ۶۸۳) موسیقی‌دان ایرانی تأثیرگذاری در اوایل خلافت اموی (۶۶۱–۷۵۰) بود. سائب فردی آزاد (مولیٰ) بود، و در معرفی موسیقی به شهر مدینه نقشی اساسی داشت. او در نبرد حره کشته شد.